# 오스틴 모터 컴퍼니

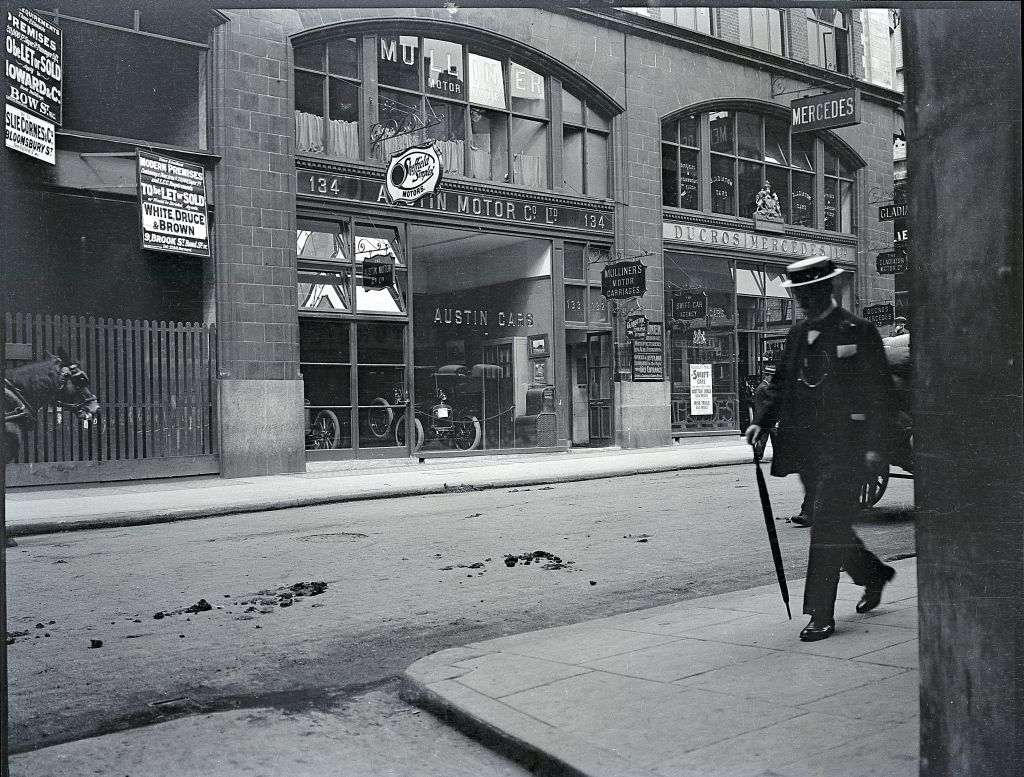
Austin Motors showroom, Long Acre, London, circa 1910

오스틴 모터 컴퍼니(Austin Motor Company)는 영국의 자동차 메이커이다.